# Mukajzil
Mukajzil (arab. مقيزل) – wieś w Syrii, w muhafazie Hims. W 2004 roku liczyła 280 mieszkańców.